# Emily Browning

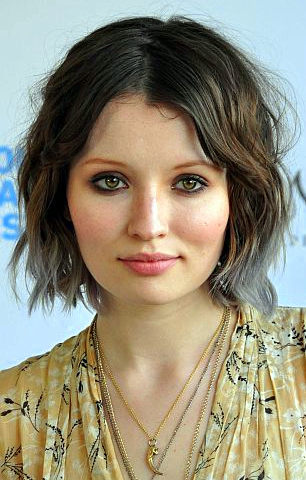
Emily Browning

Emily Jane Browning, född 7 december 1988 i Melbourne, är en australisk skådespelare som bland annat gjort rollen som Violet Baudelaire i filmen Lemony Snickets berättelse om syskonen Baudelaires olycksaliga liv.

## Biografi
Browning är dotter till Shelley och Andrew Browning. Hon har två yngre bröder.
Hennes långfilmsdebut var i den australiska TV-filmen En familj som andra 1998. Hennes första amerikanska långfilm var Ghost Ship (2002). Efter att ha medverkat i filmen Lemony Snickets berättelse om syskonen Baudelaires olycksaliga liv återgick Browning till filmskola. Hon återvände 2009 till filmens värld i och med skräckfilmen The Uninvited.
Författaren Stephenie Meyer ville att Browning skulle vara med i filmen Twilight, men Browning tackade nej.
Hon gjorde huvudrollen som Babydoll i Sucker Punch där hon också sjöng tre sånger på filmens soundtrack: Eurythmics "Sweet Dreams (Are Made of This)", Pixies "Where Is My Mind", och The Smiths "Asleep". Även i filmerna Plush och God Help the Girl medverkar Browning på respektive soundtrack.
Hon har också gjort rollen som Lucy i Sleeping Beauty.
2018–2019 medverkade hon i 11 avsnitt av TV-serien The Affair. 
Browning har medverkat i musikvideorna till Evermores "Light Surrounding You", Imperial Teens "No Matter What You Say" och Years & Years "Take Shelter".

## Filmografi (urval)

### Filmer
- 1998 – En familj som andra (TV-film)
- 2001 – The Man Who Sued God
- 2002 – Ghost Ship
- 2003 – Darkness Falls
- 2003 – Ned Kelly
- 2003 – After the Deluge
- 2004 – Lemony Snickets berättelse om syskonen Baudelaires olycksaliga liv
- 2006 – Stranded
- 2009 – The Uninvited
- 2011 – Sucker Punch
- 2011 – Sleeping Beauty
- 2013 – Magic Magic
- 2013 – The Host
- 2013 – Summer in February
- 2013 – Plush
- 2014 – God Help the Girl
- 2014 – Pompeii
- 2015 – Legend
- 2016 – Kill the King
- 2017 – Golden Exits
- 2022 – Monica
- 2025 – One More Shot

### TV-serier
- 1999 – Styva linan (TV-serie)
- 2000 – Thunderstone (TV-serie)
- 2001 – Blonde (TV-serie)
- 2000–2002 – Something in the Air (TV-serie)
- 2000–2002 – Blue Heelers (TV-serie)
- 2018–2019 – The Affair (TV-serie)
- 2017 – American Gods (TV-serie)
- 2023 – Class of '07 (TV-serie)